# ONIX
ONIX (акронім для ONline Information eXchange) — сімейство XML форматів, де-факто, міжнародних стандартів метаданих, для реперезентації у електорнній формі інформації про видавничу продукцію (книжки, серіальні видання, відеопродукцію тощо).
За розробку форматів ONIX відповідає міжнародне співтовариство EDItEUR (група фахівців видавничої галузі з розробки стандартів для електронної комерції) спільно з компанією Book Industry Communication (Велика Британія), асоціацією Book Industry Study Group (США) та низкою видавничих установ з країн, де застосовується ONIX (Австралія, Бельгія, Іспанія, Італія, Канада, Нідерланди, Норвегія, Південна Корея, Російська Федерація, Фінляндія, Франція та Швеція).
Велика кількість видавців та книготоргівельних установ використовує формати ONIX як власні корпоративні стандарти. Серед них:
- American Booksellers Association
- American BookSense Website
- Association of American Publishers
- Association of American University Presses
- American Wholesale Booksellers Association
- Amazon.com
- Barker & Taylor
- Barnes & Noble
- Bowker
- Follet
- Harcourt
- HarpersCollins
- Houghton Mifflin
- Ingram Books Company
- Login Brothers
- McGraw-Hill
- MUZE
- National Book Network
- Net read
- Paladin Press
- Pearson
- Princeton University Press
- Random House, Inc.
- Reiter’s
- Time Warner Publishing
- John Wiley & Sons
- Yale University Press

Серед сімейств форматів ONIX найвідомішими є:
- ONIX for Books — сімейство форматів метаданих для книжкової продукції.
- ONIX for Serials — сімейство форматів метаданих для періодичних видань.
- ONIX for Publications Licenses — формат метаданих для електронних ліцензій на використання інформаційної продукції.

Питання розробки та впровадження форматів ONIX тісно пов’язані з діяльністю по вдосконаленню провідних міжнародних систем ідентифікації видавничої продукції (ISBN, DOI тощо). Побічно, в рамках стандарту ISO 2108:2005 «Інформація і документація — Міжнародний стандартний книжковий номер (ISBN)» [Архівовано 30 листопада 2005 у Wayback Machine.], норми використання форматів ONIX регулюються на міжнародному рівні. ONIX for Books є базовим форматом Міжнародної агенції ISBN та низки національних агенцій ISBN. Власну адаптацію ONIX використовує OPOCE (Офіс офіційних публікацій Європейського союзу).
Британська бібліотека розробила таблиці конвертації між форматами ONIX та UNIMARC, а Бібліотека Конгресу США — між форматами ONIX та MARC 21.

## Виноски
1. 1 2  A guide to metadata by the Metadata Advisory Group of the MIT Libraries: ONIX ONline Information eXchange. Metadata Reference Guide (англійською) . MIT Libraries. Архів оригіналу за 22 липня 2009. Процитовано 3 серпня 2009. [Архівовано 2009-07-22 у Wayback Machine.]
2. ↑  EDItEUR (англійською) . Архів оригіналу за 30 червня 2013. Процитовано 3 серпня 2009.
3. ↑  ISBN Users' Manual International Edition: Fifth Edition (PDF) (англійською) . International ISBN Agency. 2005. Архів оригіналу (PDF) за 30 червня 2013. Процитовано 3 серпня 2009. [Архівовано 2009-01-14 у Wayback Machine.]